# معینی نطنزی
معین الدین نطنزی تاریخ‌نویس قرن ۹ ه‍جری قمری است که کتاب منتخب التواریخ معینی را به صورت یک تاریخ عمومی از زمان آدم تا مرگ تیمور، یعنی سال ۸۰۷ هجری برابر ۱۴۰۵ میلادی، را شامل می‌گردد. این کتاب را معین‌الدین در شهر شیراز به نگارش آورده‌است. او در ابتدا کتاب را به نام میرزا اسکندر شیخ بن تیمور نوشته بود ولی بعد آن را با تغییراتی به شاهرخ نیز تقدیم کرد. وی در ۸۱۷ قمری وفات یافته‌است.